# Samseong-Jungang (metropolitana di Seul)
Samseong-Jungang (삼성중앙역 - 三成中央驛, Samseong-Jungang-yeok ) è una stazione della metropolitana di Seul servita dalla linea 9 della metropolitana di Seul e si trova nel quartiere di Gangnam-style, a Seul, inaugurata nel 2015.

## Linee
Metro 9
● Linea 9 (Codice: 925)

## Storia
La stazione ha aperto il 28 marzo 2015 con l'inaugurazione della seconda fase della linea 9 della metropolitana.

## Struttura
La stazione, realizzata sottoterra, è costituita da due banchine laterali protette da porte di banchina. Fra i due binari serviti da banchine sono presenti altri due binari per i treni espressi che non fermano presso questa stazione.
| Direzione Gaehwa         | ● Linea 9 | per Autostazione Extraurbana, Dongjak, Yeouido, Gimpo Aeroporto e Gaehwa |
| Direzione Sports Complex | ● Linea 9 | per Sin-Nonhyeon                                                         |

## Galleria d'immagini

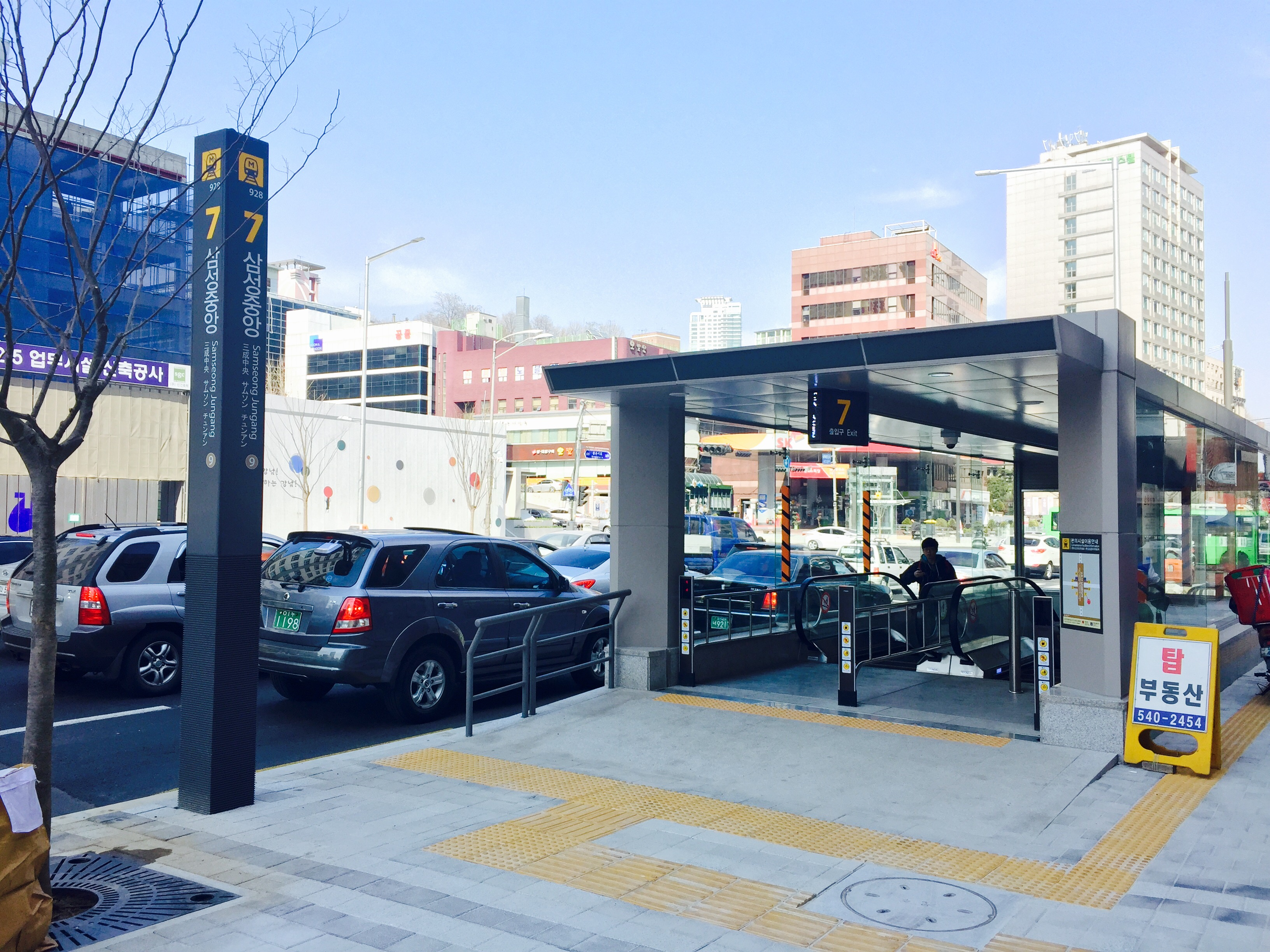
Uscita numero 7
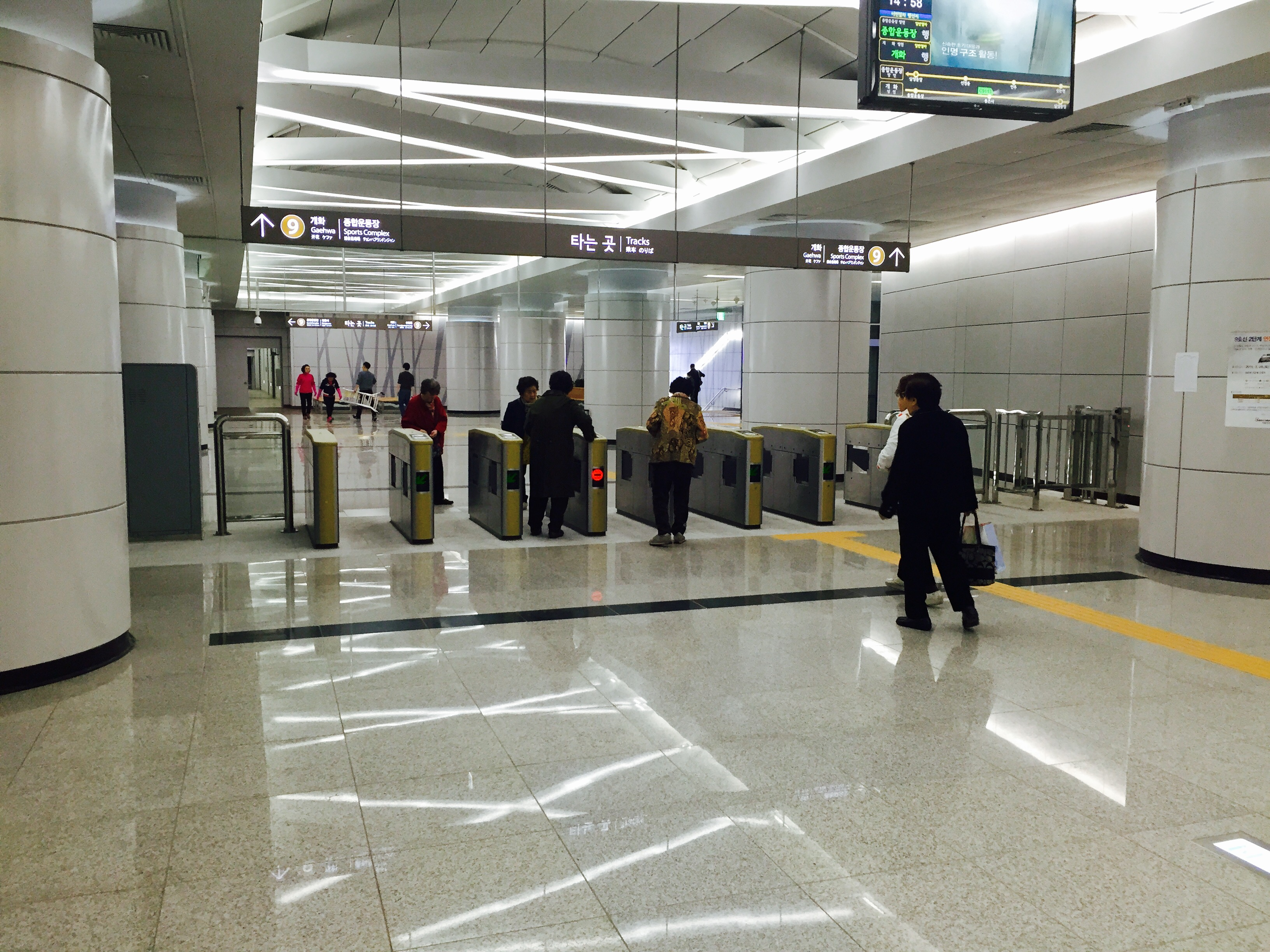
Varchi d'accesso
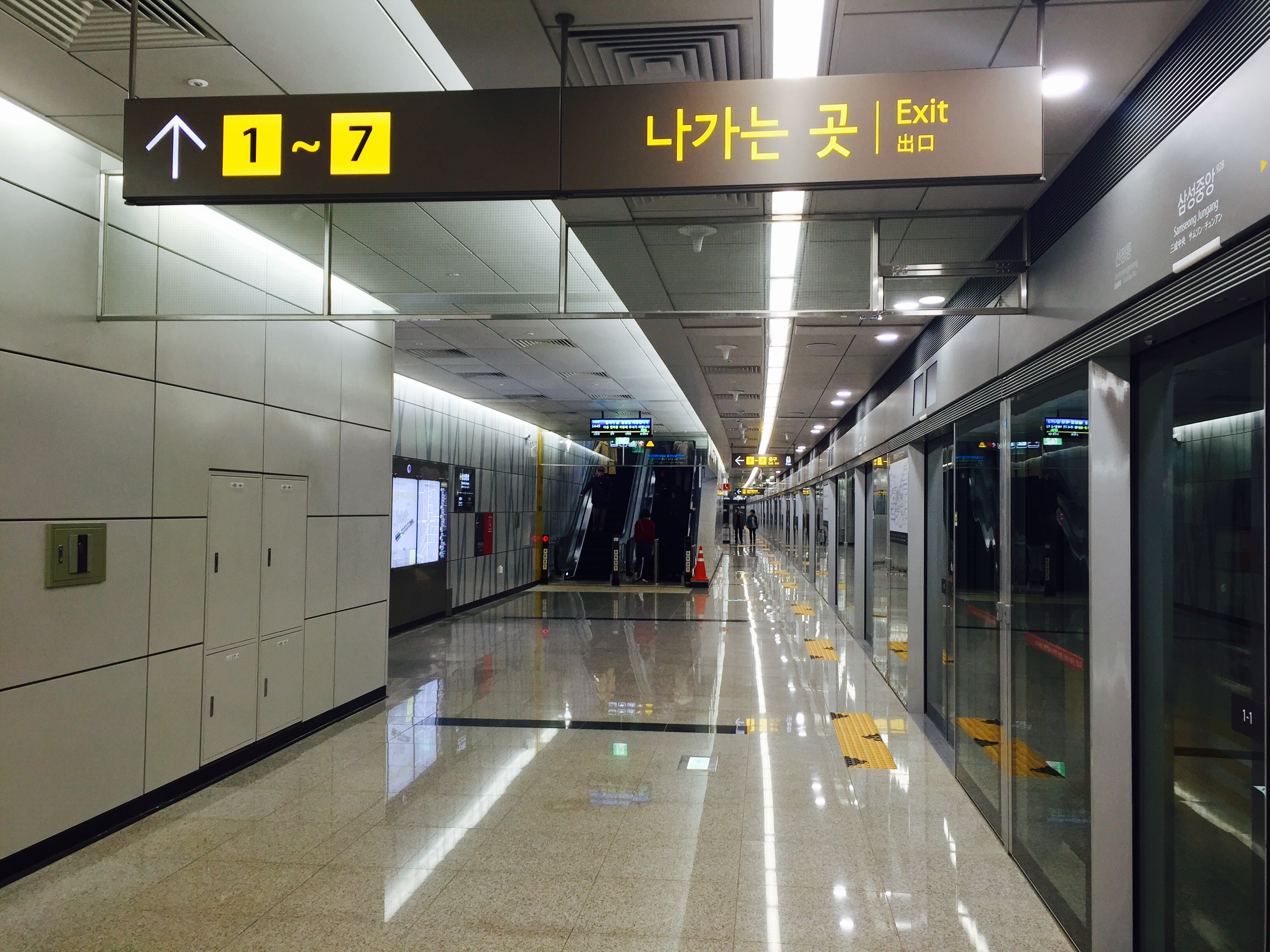
Binari in direzione Sports Complex

## Stazioni adiacenti
| «              | Servizio        | »         |
| Linea 9        | Linea 9         | Linea 9   |
| -------------- | --------------- | --------- |
| Seonjeongneung | Locale (일반)   | Bongeunsa |
| Transito       | Espresso (급행) | Transito  |